# László Fejes Tóth
László Fejes Tóth (em húngaro:  Fejes Tóth László; Szeged, 12 de março de 1915 – Budapeste, 17 de março de 2005) foi um matemático húngaro, especialista em geometria.
Foi membro da Academia de Ciências da Hungria (eleito em 1962) e um diretor do Alfréd Rényi Institute of Mathematics (1970-1983). Recebeu o Prêmio Kossuth (1957).
Com Harold Scott MacDonald Coxeter e Paul Erdős estabeleceu os fundamentos da geometria discreta.

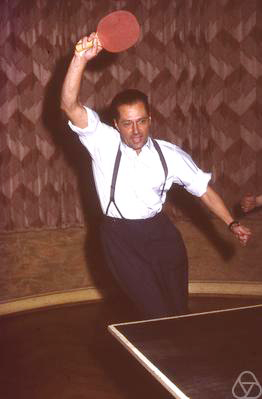
Fejes Tóth, 1958.
Photo by Ludwig Danzer

Em trabalho dedicado a Fejes Tóth, este empacotamento de círculos binário compacto foi mostrado ser o mais denso possível empacotamento plano de discos com esta razão de tamanho.[7][8]
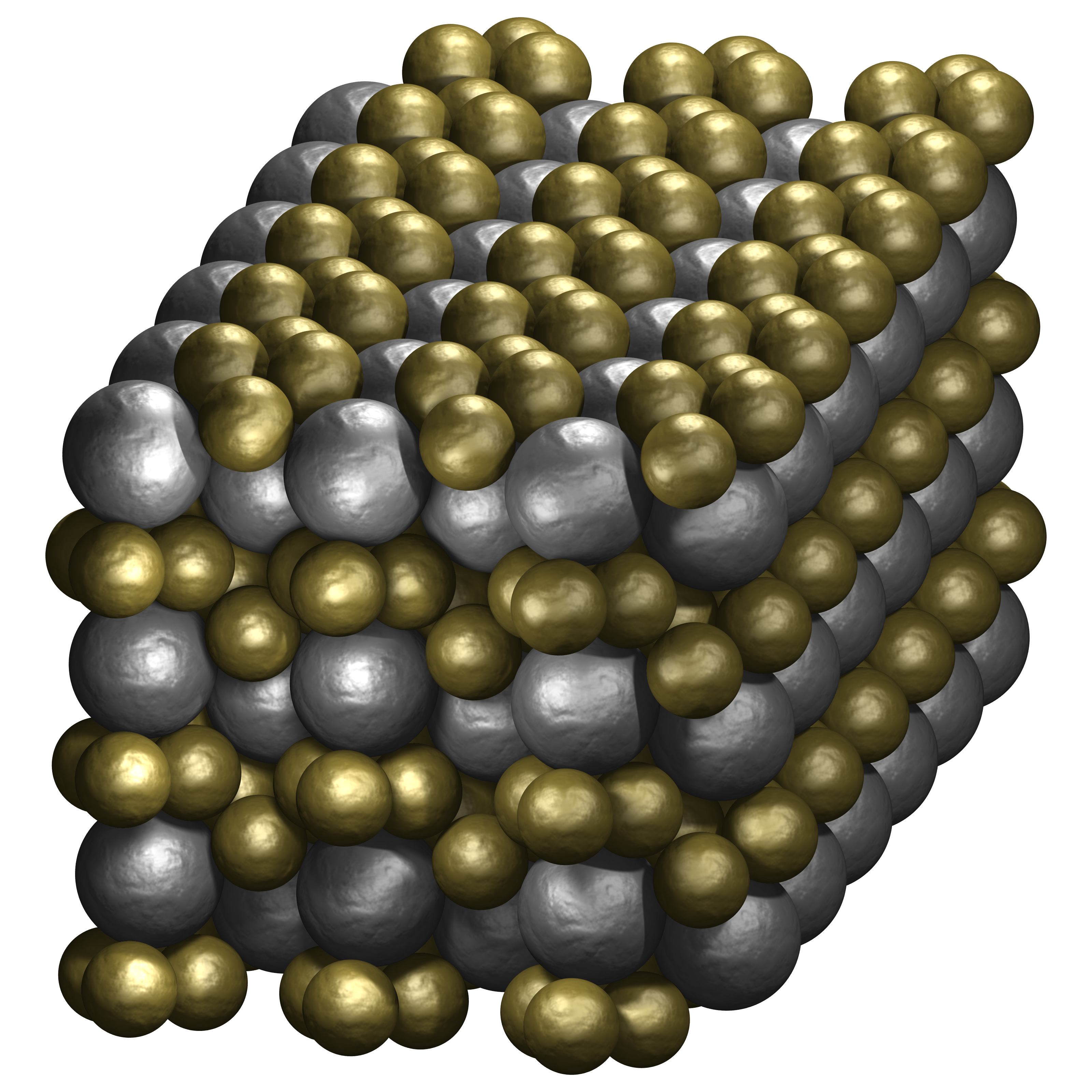
Denso empacotamento de esferas
Dodecaedro (Poliedro convexo regular)
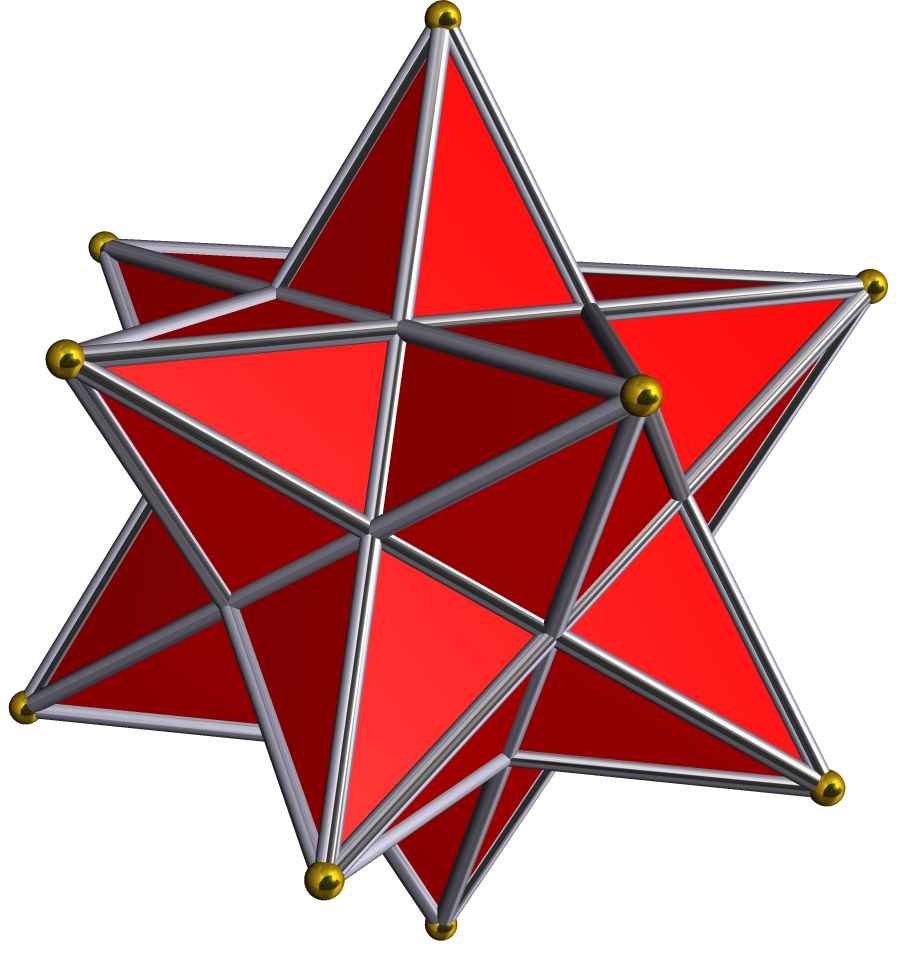
Pequeno dodecaedro estrelado (Estrela regular - um poliedro côncavo)
Heptágono (Um polítopo regular bidimensional)
Uma tesselação semi-regular com três prototiles: um triângulo, um quadrado e um hexágono.

## Publicações selecionadas

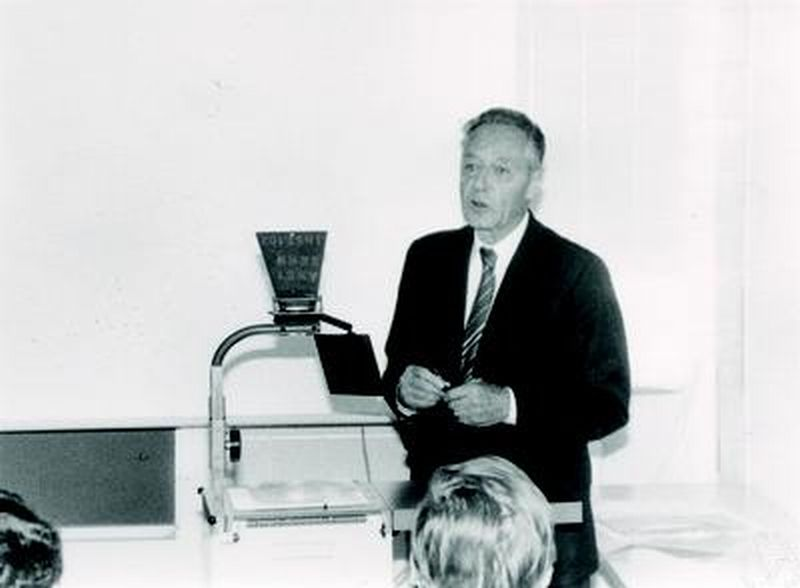
Fejes Tóth em Viena, 1987.
Photo by Konrad Jacobs

- Fejes Tóth, László (1935). «Des séries exponentielles de Cauchy». C. R. Acad. Sci. (em francês). 200: 1712–1714. JFM 62.1191.03
- Fejes Tóth, László (1938). «Über einige Extremumaufgaben bei Polyedern». Mat. fiz. Lapok (em húngaro e alemão). 45: 191–199. JFM 64.0732.02
- Fejes Tóth, László (1939). «Über das Schmiegungspolyeder». Mat. fiz. Lápok (em húngaro e alemão). 46: 141–145. JFM 65.0827.01
- Fejes Tóth, László (1938). «Sur les séries exponentielles de Cauchy». Mat. fiz. Lapok (em húngaro e francês). 45: 115–132. JFM 64.0284.04
- Fejes Tóth, László (1939). «Über zwei Maximumaufgaben bei Polyedern». Tôhoku Math. J. (em alemão). 46: 79–83. JFM 65.0826.03
- Fejes Tóth, László (1939). «Über die Approximation konvexer Kurven durch Polygonfolgen». Groningen. Compositio Mathematica (em alemão). 6: 456–467. JFM 65.0822.03
- Fejes Tóth, László (1939). «Two inequalities concerning trigonometric polynomials». J. London Math. Soc. 14: 44–46. JFM 65.0254.01
- Fejes Tóth, László (1940). «Über ein extremales Polyeder». Math.-naturw. Anz. Ungar. Akad. Wiss. (em húngaro e alemão). 59: 476–479. JFM 66.0905.04
- Fejes Tóth, László (1940). «Eine Bemerkung zur Approximation durch n-Eckringe». Groningen. Compositio Mathematica (em alemão). 7: 474–476. JFM 66.0902.05
- Fejes Tóth, László (1940). «Sur un théorème concernant l'approximation des courbes par des suites de polygones». Ann. Scuola norm. sup., Pisa, Sci. fis. mat (em francês). 2 (9): 143–145. JFM 66.0902.04
- Fejes Tóth, László (1940). «Über einen geometrischen Satz». Math. Z. (em alemão). 46: 83–85. JFM 66.0902.03. doi:10.1007/bf01181430
- Fejes Tóth, László (1942). «Die regulären Polyeder, als Lösungen von Extremalaufgaben». Math.-naturw. Anz. Ungar. Akad. Wiss. (em húngaro e alemão). 61: 471–477. JFM 68.0341.02
- Fejes Tóth, László (1942). «Das gleichseitige Dreiecksgitter als Lösung von Extremalaufgaben». Mat. fiz. Lapok. 49: 238–248. JFM 68.0340.04
- Fejes Tóth, László (1942). «Über die Fouriersche Reihe der Abkühlung». Math.-naturw. Anz. Ungar. Akad. Wiss (em húngaro e alemão). 61: 478–495. JFM 68.0144.03
- Fejes Tóth, László (1950). «Some packing and covering theorems». Acta Sci. Math. 12A: 62–67
- Fejes Tóth, László (1953), Lagerungen in der Ebene, auf der Kugel und im Raum, Die Grundlehren der Mathematischen Wissenschaften in Einzeldarstellungen mit besonderer Berücksichtigung der Anwendungsgebiete (em alemão), LXV, Berlin, New York: Springer-Verlag, MR 0057566
- Fejes Tóth, László (1964), Regular Figures, Oxford: Pergamon Press
- Fejes Tóth, László (1965), Reguläre Figuren (em alemão), Budapest: Akadémiai Kiadó
- Fejes Tóth, László (1971), «Lencsék legsűrűbb elhelyezése a síkban», Matematikai Lapok, 22: 209–213
- Fejes Tóth, László (1986), «Densest packing of translates of the union of two circles», Discrete and Computational Geometry, 1: 307–314, Zbl 0606.52004, doi:10.1007/bf02187703